# Tian guo ni zi
Tian guo ni zi é um filme de drama hong-konguês de 1994 dirigido e escrito por Yim Ho. Foi selecionado como representante de Hong Kong à edição do Oscar 1995, organizada pela Academia de Artes e Ciências Cinematográficas.

## Elenco
- Siqin Gaowa - mãe
- Tou Chung-Hua - Guan Jian
- Ma Jingwu - pai
- Wei Zi - amante
- Zhong Shu - filho
- Hu Li - capitão